# ボフミル・バーナ
ボフミル・バーナ(Bohumil Váňa 1920年1月17日 – 1989年11月4日)は、チェコスロバキアの卓球選手。「バーナ」はよりチェコ語の発音に近づけて「バーニャ」と表記されることもある。

## 人物
1938年の第12回世界卓球選手権ウェンブリー大会と1947年の第14回パリ大会のシングルス優勝者。
世界選手権で合計30個のメダルを獲得した。合計金メダル数13個は男子歴代4位。